# フリスティアン・ペトロフ
フリスティアン・イヴァイロフ・ペトロフ（Hristiyan Ivaylov Petrov (ブルガリア語: Християн Петров、2002年6月24日 - ）は、ブルガリア・プロヴディフ出身のプロサッカー選手。SCヘーレンフェーン所属。ポジションは、ディフェンダー（センターバック）。

## 経歴

### クラブ
ロコモティフ・プロヴディフのユースアカデミーからCSKAソフィアに加入。2020年1月、セカンドリーグのリテックス・ロヴェチにローン移籍に出された。シーズンの半分を過ごした後、2021年夏、CSKAソフィアに復帰した。
2025年01月、エールディヴィジのSCヘーレンフェーンに移籍。

### 代表
2023年3月24日、UEFA EURO 2024予選のモンテネグロ代表戦でA代表初出場。

## 個人成績

### クラブ
2021年8月22日現在
| クラブ                      | シーズン | リーグ           | リーグ | リーグ | カップ | カップ | 合計 | 合計 |
| クラブ                      | シーズン | リーグ           | 出場   | 得点   | 出場   | 得点   | 出場 | 得点 |
| --------------------------- | -------- | ---------------- | ------ | ------ | ------ | ------ | ---- | ---- |
| リテックス・ロヴェチ (loan) | 2019-20  | セカンドリーグ   | 2      | 0      | 0      | 0      | 2    | 0    |
| リテックス・ロヴェチ (loan) | 2020-21  | セカンドリーグ   | 29     | 4      | 0      | 0      | 29   | 4    |
| リテックス・ロヴェチ (loan) | 合計     | 合計             | 31     | 4      | 0      | 0      | 31   | 4    |
| CSKAソフィア                | 2021-22  | ファーストリーグ | 1      | 0      | 0      | 0      | 1    | 0    |
| 通算                        | 通算     | 通算             | 32     | 4      | 0      | 0      | 32   | 4    |